# Árpatarló
Árpatarló (szerb nevén Ruma) város Szerbiában, a Vajdaságban, a Szerémségi körzetben. Közigazgatásilag Árpatarló község központja.

## Fekvése
A Tarcal-hegység (Fruška Gora) déli lejtői alatt, Szávaszentdemetertől északkeletre fekvő település. Földrajzilag a Tarcal-Hegyalja és a Száva-vidék találkozásánál fekszik.

## Története
Árpatarló ősidők óta lakott hely volt, melyet az itt talált bronzkori leletek is bizonyítanak. Első ismert lakói illírek és kelták voltak, majd a rómaiak, és később, a népvándorláskor a hunok, germán népek, avarok és szlávok követték egymást. A követő évszázadokbanban pedig a Frank-, Bolgár-, Bizánci Birodalom és a Magyar Királyság területe volt. A középkori források Árpatarló néven említik mint Szerém vármegye tartozékát. Akkoriban mezővárosként a Szerémség fontos helységének számított. Elsőként 1323-ban találkozunk nevével. 1496-98-ban tartozékai az alábbi települések voltak: Lüki, Gerdanóc, Petőc, Mitvárc, Maradék és Székely helységek, valamint Osziánpuszta. A középkorban a Tarcal-hegységet (Fruška Gora) párhuzamosan Árpatarlói-hegységnek is nevezték, ami szintén a város jelentőségére utal.
Miután a törökök 1521-ben Nándorfehérvárat elfoglalták, Árpatarló állandó hadszíntérré vált, a magyarok által lakott középkori mezőváros így lassanként elnéptelenedett. A települést Ruma néven 1566-ban, a török defterek összeírásában említették először. Ebben az időszakban Ruma már egy főként szerbek által lakott falu volt, 49 házzal, templommal és három pappal.
1718-ban Árpatarló újra a Magyar Királysághoz tartozott.
1746-ban, a régi Ruma közelében alakult meg Árpatarló városa, melynek első lakói a szomszédos településekről idetelepült szerbek, valamint Németországból érkezett németek voltak, majd a 19. században horvátok és magyarok is telepedtek ide.
1807-ben egy parasztlázadás helyszíne volt, melynek központja Vogány (Voganj) falu volt.
1848-ban Árpatarló volt a szerémségi szerb nemzeti mozgalom egyik legfontosabb központja.
1910-ben 12 148 lakosából 537 magyar, 6943 német, 1152 horvát, 3149 szerb volt. Ebből 8551 római katolikus, 3199 görögkeleti ortodox, 244 izraelita volt.
A trianoni békeszerződés előtt Szerém vármegye Árpatarlói járásához tartozott, majd a Szerb-Horvát-Szlovén Királyság (a későbbi Jugoszláv Királyság, 1945-től a szocialista Jugoszlávia) része lett.
A második világháború előtt Árpatarló volt a szerémségi német közösség egyik fontos központja. A sváb lakosságot a Tito-párti partizánok maradéktalanul elűzték. 2002-ben 32 ezer lakosának 87%-a szerb, 3%-a horvát és 1%-a magyar volt. Az árpatarlói magyarság közművelődési szerveződése a Hunyadi János Magyar Művelődési Egyesület.

## Hivatkozások

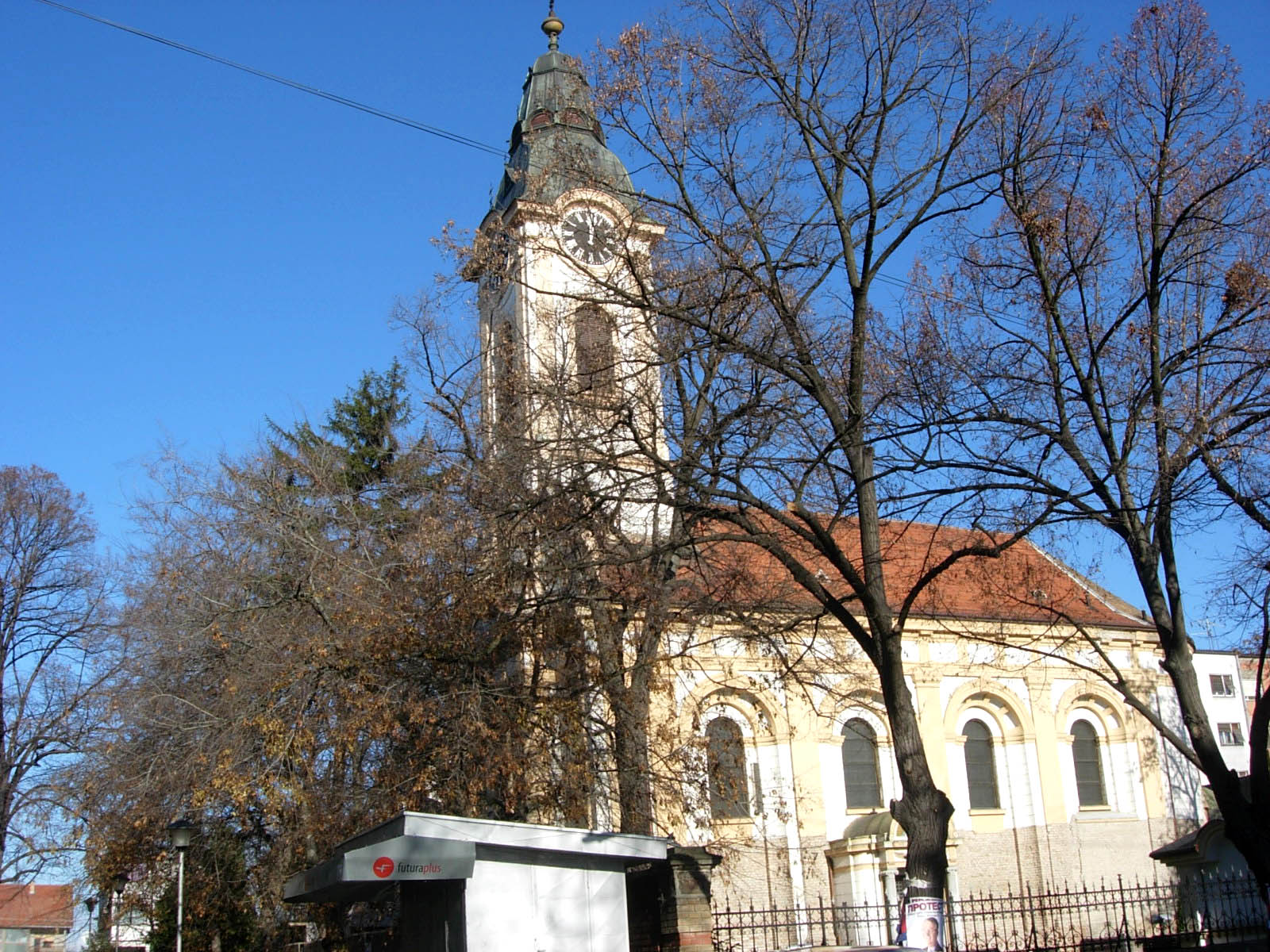
Ortodox templom, Ruma

## Demográfiai változások
| 1948   | 1953   | 1961   | 1971   | 1981   | 1991   | 2002   |
| ------ | ------ | ------ | ------ | ------ | ------ | ------ |
| 14 001 | 15 619 | 19 446 | 23 933 | 27 699 | 28 582 | 32 229 |